# WB G 3/3 (Krauss)

Dampflok Nr. 3 nach dem Umbau 1903

Die G 3/3 ist eine Dampflokomotiv-Baureihe der Waldenburgerbahn (WB). Von dieser Bauart wurden insgesamt fünf Lokomotiven an die WB geliefert. Vier Maschinen stammen von der "Schweizerische Lokomotiv- und Maschinenfabrik" (SLM) in Winterthur (siehe: WB G 3/3 (Winterthur)). Lediglich die erstgelieferte Lok wurde bei Georg Krauß in der "Lokomotivfabrik Krauss & Comp.", in München hergestellt und 1882 für 10'710 Deutsche Reichsmark an die WB geliefert.
Die Ursprüngliche Schreibweise des Namens Krauß wurde auf Krauss geändert, da auf den Fabrikschildern Grossbuchstaben verwendet wurden.

## Geschichte
Die Waldenburgerbahn nahm am 1. November 1880 mit zwei Dampflokomotiven, geliefert durch SLM, den Fahrplanbetrieb auf. Dies waren "Zweikuppler-Tenderlokomotiven" G 2/2, mit den WB Betriebsnummern 1 und 2. Schon im ersten Betriebsjahr wurden über 73'500 Fahrgäste und 248 Tonnen Güter aller Art befördert. Das Transportaufkommen stieg stetig an. Die beiden kleinen Maschinchen stiessen bald an ihre Leistungsgrenzen. So wurde bereits am 29. September 1881, bei Krauss & Comp. eine "Dreikuppler Tenderlok" bestellt. Diese konnte am 4. Juni 1882 den Fahrplandienst aufnehmen. Die G 3/3 erhielt die WB Betriebsnummer 3. Zum Gedenken an Alt-Bundesrat Jakob Dubs (1822–1879), der sich sehr für die Förderung von Schmalspur- und Regionalbahnen engagiert hatte, erhielt die Nr. 3 den Namen "Dubs". In ihrer Dienstzeit erfuhr die Lok diverse Umbauten und Nachrüstungen, die 1903 fast zu einem kompletten Neubau führten. Am 6. Januar 1915 wurde die "Dubs" vom Fahrplandienst suspendiert und nach vielen Vorspann- und Reservediensten am 25. Oktober 1940 an Reimann, Schiff- und Wasserbau, in Basel, verkauft.

## Technisches
Die unter der Fabrikationsnummer 1049 bei Krauss & Comp., in München, gebaute G 3/3 war nun die stärkste der bei der WB in Dienst stehenden Dampfloks. Mit ihr konnten 30 Tonnen schwere Züge bergwärts (die grösste Neigung beträgt 35 ‰) gezogen werden. Bei der Ablieferung 1882 war der Kessel mit einem Schraubventilregulator versehen. Ein Dampfdom war nicht vorhanden. Die Lok war mit einer Exterbremse, nach Carl Exter, versehen. Das Triebwerk mit Stephenson-Steuerung, nach Robert Stephenson, war durch eine Blechverschalung geschützt. Die Antriebskraft wirkte auf die dritte Achse und wurde über eine Kuppelstange auf die beiden anderen Achsen übertragen. 1890 wurde bei SLM in Winterthur der Kessel mit einem Dampfdom versehen. Ab 1892 war die Lokomotive auf Gegendruckbremse umgerüstet. Ebenfalls war ein Geschwindigkeitsmesser und die automatische Vakuumbremse, nach System Hardy, eingebaut. Auch die Anschlüsse für die Dampfheizung waren vorhanden. 1903 wurde die Lok bei SLM in Winterthur total überholt. Dabei ist ein komplett neuer Kessel mit kürzerem Kamin, aufgebaut worden. 1905 musste schliesslich noch das Triebwerk erneuert werden. Dabei ist wahrscheinlich auf das erneute Anbringen der Blechverschalungen verzichtet worden.